# Ildefons Pauler
L'abate Ildefons Pauler, O.T. (Troppau, 9 novembre 1903 – Vienna, 9 gennaio 1996) è stato, dal 1970 al 1988, il 63º Gran maestro e Abate generale dell'Ordine teutonico, diventandone poi Gran maestro emerito.

## Onorificenze
| Controllo di autorità | VIAF (EN) 22673852 · Europeana agent/base/12430 · GND (DE) 1105780937 |